# Petras Cvirka
Petras Cvirka, (ur. 12 marca 1909 w Klangiai k. Kowna – zm. 2 maja 1947 w Wilnie), pisarz litewski, działacz radykalnej grupy literackiej skupionej wokół czasopisma "Trecias frontas". Poezję zaczął publikować w roku 1924. Następnie w latach 1931–1932 studiował literaturę w Paryżu. W tym czasie przetłumaczył 9 książek i 34 mniejszych prac z języka francuskiego na litewski. W latach 30. podróżuje do Moskwy, Leningradu i zachodniej Europy. W roku 1940 przystąpił do Komunistycznej Partii Litwy i poparł aneksję Litwy do ZSRR i uczynienie z niej Litewskiej Socjalistycznej Republiki Radzieckiej.
W roku 1941 wraz z atakiem Niemiec na ZSRR Cvirka przenosi się, najpierw do Ałma Aty, a następnie do Moskwy. Po powrocie na Litwę w roku 1944 zostaje redaktorem naczelnym czasopisma Pergalė ("Zwycięstwo"). W latach 1945–1947 prezesuje Związkowi Pisarzy Litewskich. Po śmierci Cvirki w roku 1947, władze sowieckie wzniosły w Wilnie pomnik ku jego czci. Po odzyskaniu przez Litwę niepodległości w roku 1990 pomnik stał się przedmiotem wielu kontrowersji. 

## Prace Cvirki
Cvirka jest autorem nowel (polskie wybory Tajemnica i Opowiadania z roku 1951), opisujących głównie życie biedoty wiejskiej, satyrycznej powieści o reemigrantach litewskich Frank Kruk (1934), także powieści ukazujących społeczne konflikty na wsi litewskiej (Ziemia żywicielka 1935, wyd. pol. 1950 oraz Majster i synowie z 1936). Jest także autorem utworów dla dzieci (zbiór Nemuno šalies pasakos (pol. "Bajki nadniemeńskiego kraju") 1948). Twórczość Cvirki zapoczątkowała realizm socjalistyczny w literaturze litewskiej.